# 1816
1816 (MDCCCXVI) fue un año bisiesto comenzado en lunes según el calendario gregoriano. Fue designado como el año sin verano, debido al cambio climático ocurrido el año anterior.[cita requerida]

## Acontecimientos

### Enero
- 1 de enero: en Rusia, Alejandro I de Rusia expulsa a los sacerdotes católicos jesuitas.
- 30 de enero: la Iglesia Católica, mediante el breve apostólico Etsi longissimo terrarum, condena las rebeliones emancipadoras contra España en América.

### Febrero
- 2 de febrero: en el océano Atlántico se registra un terremoto de magnitud estimada entre 8.3 y 8.9 que provoca un tsunami.

### Marzo
- 3 de marzo: la boliviana Juana Azurduy de Padilla, al frente de 200 hombres, derrota a las tropas españolas, por lo que fue nombrada teniente coronel.

### Abril
- 17 de abril: en Australia, sucede la Masacre de Appin por órdenes del gobernador Lachlan Macquarie.

### Mayo
- 2 de mayo: es librada la Batalla naval de Los Frailes en los alrededores del Archipiélago de Los Frailes, Venezuela.
- 26 de mayo: se inaugura la primera biblioteca pública en Uruguay

### Junio
- 19 de junio: en Canadá se sucede la batalla de Seven Oaks.

### Julio
- 6 de julio: en Colombia, Pablo Morillo fusila al patriota y naturalista colombiano Miguel de Pombo.
- 9 de julio: en la villa de San Miguel de Tucumán, las Provincias Unidas del Río de la Plata (actual Argentina) se independizan oficialmente del Imperio español.
- 17 de julio: frente a las costas de Senegal naufraga el buque francés Medusa.
- 20 de julio: en Colombia, Pablo Morillo fusila al patriota y político colombiano Antonio Baraya.
- 20 de julio: la bandera de Argentina es adoptada oficialmente como símbolo patrio.
- 22 de julio: en Guatemala, un terremoto de 7,7 deja al menos 23 muertos.

### Agosto
- 28 de agosto: Comienza la invasión luso-brasileña o Invasión portuguesa de 1816 a la Banda Oriental, cuando el ejército de Carlos Federico Lecor toma la Fortaleza de Santa Teresa.

### Septiembre
- 8 de septiembre: en España, el rey Fernando VII titula como villa a la congregación de Alvarado.
- 14 de septiembre: derrota y muerte del líder independentista altoperuano Manuel Ascencio Padilla en la batalla de La Laguna.
- 16 de septiembre: en la provincia de Buenos Aires (Argentina), la localidad de Rojas (a 240 km al oeste de la ciudad de Buenos Aires) es destruida por un tornado.[1]
- 21 de septiembre: En la actual Bolivia es derrotado y muerto Ignacio Warnes en la Batalla de El Pari, cesando casi toda resistencia independentista en el Alto Perú durante más de ocho años.
- 1816: en la villa hispanohablante de San Francisco de Borja (en aquella época, parte de la provincia de Misiones), los soldados guaraníes del comandante Andresito Guazurarí (quien había nacido en esa villa en 1792) ponen sitio al pueblo (invadido por fuerzas portuguesas y brasileñas desde 1801).
- 27 de septiembre: Manuel Piar derrota a los realistas en la Batalla del Juncal.

### Octubre
- 3 de octubre: en San Francisco de Borja, después de trece días de sitio ―como respuesta a la invasión lusobrasileña de 1816―, las fuerzas portuguesas y brasileñas vencen a las fuerzas guaraníes del comandante Andresito Guazurarí en la batalla de San Borja.
- 8 de octubre: Simón Bolívar inicia la Campaña de Guayana.
- 27 de octubre: en el marco de la invasión luso-brasileña, las tropas invasoras de Joaquim Oliveira derrotan a las orientales de José Gervasio Artigas en la Batalla de Carumbé.

### Noviembre
- 2 de noviembre: Elecciones presidenciales de Estados Unidos de 1816. El candidato demócrata-republicano James Monroe vence fácilmente al federalista Rufus King.
- 18 de noviembre: En la Argentina, los federales y el ejército argentino luchan en la Batalla de India Muerta.

### Diciembre
- 11 de diciembre: Indiana es admitido como el decimonoveno estado de los Estados Unidos de América.
- 10 de diciembre: En Santiago del Estero se produce un levantamiento de Juan Francisco Borges, derrocamiento de Gabino Ibáñez y declaración de la autonomía santiagueña.

### Fechas desconocidas
- En el estado de Connecticut (Estados Unidos o EE. UU.), se decreta que solo podrán votar los hombres de piel blanca (los hombres y mujeres de piel negra solo podrán votar desde 1965).

## Arte y literatura
- 20 de febrero: en Roma (Italia), Gioachino Rossini presenta El barbero de Sevilla.
- Hegel: Ciencia de la Lógica.
- José Joaquín Fernández de Lizardi: El Periquillo Sarniento.
- E. T. A. Hoffmann: "Piezas nocturnas".

## Ciencia y tecnología
- En Francia, René Laennec (1781-1826) inventa el estetoscopio.
- Fue conocido en el hemisferio norte como el año sin verano debido al enfriamiento global producido por la erupción volcánica del volcán Tambora el año anterior.
- Péron describe por primera vez el león marino australiano (Neofoca cinérea).
- Joseph Nicéphore Niépce (1765-1833) consigue las primeras fotografías en negativo, aunque ninguna de ellas se conserva actualmente.

## Nacimientos

### Enero
- 1 de enero: Manuel Murillo Toro, ideólogo liberal, estadista y periodista colombiano, dos veces presidente de la República (f. 1880).
- 2 de enero: Isidoro Araujo, periodista español.
- 31 de enero: Pedro Balanzátegui, militar y político carlista español (f. 1869).

### Febrero
- 25 de febrero: Ramón Matías Mella, militar, político y activista dominicano. Padre de la Patria (f. 1864).
- 28 de febrero: Jaime Ortega y Olleta, militar y político español.

### Abril
- 21 de abril: Charlotte Brontë, novelista inglesa.

### Junio
- 4 de junio: Dorotea de Chopitea, laica salesiana chilena (f. 1891).

### Julio
- 23 de julio: J. Laurent, fotógrafo en España y Portugal (f. 1886).

### Agosto
- 12 de agosto: Samuel B. Pryor, primer alcalde de Dallas, Texas (f. 1866).

### Octubre
- 2 de octubre: Ángel de Iturbide, aristócrata mexicano (f. 1872).

### Noviembre
- 4 de noviembre: Francisco Bolognesi, coronel de Lima, Perú.

### Diciembre
- 11 de diciembre: Juan Ariza, escritor español (f. 1876).
- 12 de diciembre: José María Cabral y Luna, general y presidente dominicano (f. 1899).
- 16 de diciembre: Werner von Siemens, inventor alemán, fundador de la empresa Siemens (f. 1892).

### Fechas desconocidas
- Carlos de Chacón y Michelena, capitán de navío español y primer gobernador de Fernando Poo (f. 1863).

## Fallecimientos

### Julio
- 18 de julio: Dorotea Jordan, actriz irlandesa, amante del rey Guillermo IV (n. 1761).
- 17 de julio: Jorge Tadeo Lozano, presidente de las Provincias Unidas de la Nueva Granada (n. 1771).
- 9 de julio: Francisco de Miranda, prócer de la independencia de Venezuela y oficial en la Revolución francesa (n. 1760).

### Agosto
- 26 de agosto: Charles Hubert Millevoye, poeta francés.
- 31 de agosto: José Joaquín Camacho, abogado, periodista y profesor colombiano (n. 1766).

### Septiembre
- 29 de septiembre: Manuel Verdugo, religioso y obispo español (n. 1749).

### Octubre
- 5 de octubre: Camilo Torres Tenorio, prócer de la independencia de Colombia (n. 1766).
- 28 de octubre: Francisco José de Caldas, científico, militar, geógrafo, astrónomo, botánico, naturista, prócer y mártir colombiano (n. 1768).

### Noviembre
- 20 de noviembre: Girvan Yuddha de Nepal, Rey de Nepal (n. 1797).

### Diciembre
- 16 de diciembre: Joseph Franz von Lobkowitz, músico y mecenas alemán (n. 1722).